# Dev-C++
Dev-C++ es un entorno de desarrollo integrado (IDE) para programar en lenguaje C/C++. Usa MinGW, que es una versión de GCC (GNU Compiler Collection) como su compilador. Dev-C++ puede además ser usado en combinación con Cygwin y cualquier compilador basado en GCC.
El Entorno está desarrollado en el lenguaje Delphi de Borland. Tiene una página de paquetes opcionales para instalar, con diferentes bibliotecas de código abierto.

## Estado actual
Hay un Bjarne Stroustrup (enlace roto disponible en Internet Archive; véase el historial, la primera versión y la última). de desarrollo que ha tomado el IDE Dev-C++ y le ha agregado nuevas características tales como ayuda para los recopiladores múltiples y un diseñador del RAD para los usos de los wxWidgets. Este IDE se puede encontrar bajo el nombre de wxDev-C++. No se ha actualizado desde octubre de 2011.
En septiembre de 2011, una versión no oficial de Dev-C++, la 4.9.9.3, fue liberada por un desarrollador independiente, incluyendo el reciente compilador GCC 4.5.2, librerías SDK de Windows (Win32 y D3D), corrección de varios bugs, y mejora en estabilidad. En diciembre de 2011, luego de cinco años de estar oficialmente en una versión beta, la versión 5.0 fue liberada por este desarrollador (entrada en su blog). Esta versión tiene su página por separado en SourceForge desde la versión 5.0.0.5, debido a que el antiguo desarrollador no ha respondido a las peticiones de combinar el proyecto.
La última versión disponible, 6.3, fue liberada el 30 de enero de 2021.